# 佐藤のりゆき
佐藤 のりゆき（さとう のりゆき、1949年11月18日 - ）は、北海道旭川市生まれのブロードキャスター、ジャーナリスト、ソムリエ ドヌール、元アナウンサー。愛称は「のりさん」。

## 来歴
1949年、北海道旭川市生まれ。生後まもなく札幌市へ。
1968年、北海道札幌北高等学校卒業。
1972年、北海学園大学法学部法律学科卒業（在学中は菅原勝伴ゼミ）。在学中、東京アナウンスアカデミーで修学。
同年4月、北海道放送（HBC）にアナウンサーとして入社。同期には横田久、中田美知子がいる。
1994年1月、HBCを退社。フリーアナウンサーに転身した。北海道文化放送の帯番組『のりゆきのトークDE北海道』の司会を18年間・4300回 務めた。フリーアナウンサーに転身後、番組制作会社「株式会社テレベック」を設立。代表取締役に就任。
2010年6月、北海道大学創成研究機構客員教授に就任（2015年3月まで）。
2012年、石崎岳・横山純一らと共に北海道独立研究会を設立。豊かな北海道をめざし、北海道自立のための研究を進めた（ただし同研究会は数年後に自然消滅している）。
2014年6月、道内の複数メディアによって、旭川市長選の出馬が報じられるが本人は否定した。
2015年4月、北海道知事選挙に立候補。独自候補を擁立できなかった民主党から支持を受けた他、共産党・維新の党・社民党・新党大地からも支援を受けた。114万6千票を獲得するが現職の高橋はるみに敗れた。高橋と知事選で争った候補の中で唯一 100万票を超えて善戦したが、札幌市内の10区全てで高橋を下回り、頼みとしていた無党派層の支持は伸び悩んだ。
その後は、2019年の北海道知事選挙に出馬が取り沙汰されるが辞退した。
2021年5月、テレビ番組『のりゆきのトークDEお悩み解決!』を放送開始。

## 現在の出演番組
- 談談のりさん+：UHB（2023年4月28日 - ）

## 過去の出演番組

### テレビ
- パック2：HBC
- のりゆきのどんなモン!：HTB
- のりゆきのトークDE北海道：UHB（1994年10月3日 - 2012年3月30日）
- 北スペシャル「クイズ・防災力向上委員会」：NHK札幌放送局（2012年8月31日）
- のりゆきのトークDEお悩み解決!：UHB（2021年5月7日 - 2023年3月31日）

### ラジオ
- 則幸のノリ出せワイド：HBCラジオ

この番組で紹介した「脱パンツ健康法」で全国区となる。
- スーパーToday：HBCラジオ（1992年8月 - 1993年3月・朝枠）
- のりゆきの土曜大逆転!：AIR-G'
- のりゆきの近未来研究所：AIR-G'
- のりゆきのヒューマンエナジー：AIR-G'
- 大人のラジオ 土曜は朝からのりゆきです!：HBC（2013年4月6日 - 2014年9月27日）[8]

### CM
- ヘアーマーテック
- 札幌トヨペットクルマックス琴似
- 富士メガネ
- ほくでんライフシステム「ディパタウン」
- 北海道郵政局簡易保険
- 森永製菓「冷やし甘酒」
- ホクレン農業協同組合連合会「愛シチュー北海道」
- オリエンタルバイオ「ラフィーネ」

## 著書
- 「佐藤のりゆきの新北海道デザイン　北海道自立のための　すぐにやらなければならない！」  2014年 中西出版
- 「佐藤のりゆきのぼくからの手紙」　 2014年 中西出版
- 「北海道共和国のオキテ100カ条」　水本香里と共同監修 2013年 メイツ
- 「のりゆきの痛快放談」　小沢遼子、東国原英夫などとの対談集　2012年 柏艪社
- 「のりゆきの近未来経済」　2003年 北海道新聞社
- 「のりゆきのこれがエッセイ!?　大いに笑って、チョッと泣いて」　1995年 テレベック
- 「脱パンツ健康法」　丸山淳士との共著。1991年 祥伝社ノンブック

## 講演
- 講演回数は700回を超え、特にシンポジウムのコーディネートを得意とする。